# Severozahodni derbi
Severozahodni derbi (tudi Angleški Clasico in Lancashire Derby) je nogometna tekma med ekipama Liverpoola in Manchester Uniteda, med katerima je že desetletja prisotno eno izmed največjih nogometnih rivalstev na svetu. Sodelujoči ekipi sta najtrofejnejša kluba v Angliji, ki že tako prihajata iz rivalskih mest. Prvič je bil odigran 28. aprila 1894 z zmago ekipe Liverpoola nad takratnim Newton Heath-om, največ nastopov pa je do danes zbral Ryan Giggs (41).